# Poder reductor
El poder reductor se refiere a la capacidad de ciertas biomoléculas (como por ejemplo los monosacáridos) de actuar como donadoras de electrones o receptoras de protones en reacciones metabólicas de reducción-oxidación.
Durante el catabolismo, las reacciones de oxidación arrancan electrones y protones de los sustratos, que van a parar a ciertos coenzimas que se «cargan» (se reducen) con ellos. Estos coenzimas reducidos poseen ahora poder reductor, ya que acabarán cediendo sus electrones y protones, proceso imprescindible para generar energía o para las reacciones anabólicas; es decir, los electrones y protones transportados por los coenzimas pueden cederse:
- a la cadena respiratoria, con lo que se generará energía (ATP)
- a otro sustratos que se reducirá (anabolismo)

En biología, al estudiar el metabolismo, es esencial comprender las reacciones de oxidación y reducción. En ellas podemos observar como una especie se oxida mientras otra se reduce.
Las reacciones del catabolismo son fundamentalmente reacciones de oxidación. Sin embargo, los procesos de oxidación y de reducción son conjugados y no se dan por separado. Para que un sustrato se oxide debe haber alguna molécula que se reduzca.
Estas moléculas, las llamamos moléculas de poder reductor, actúan como conjugado del sustrato para formar un par redox. Suelen ser derivados de vitaminas, y los más usuales son el NADH, el NADPH, el FMNH2 y el FADH2 (derivados de la vitamina B).
Estas moléculas van a tener gran importancia en la respiración celular, ya que sus formas reducidas aportarán los electrones para conseguir ATP (hipótesis quimiosmótica de Mitchell), así como otros procesos, como la formación de gliceraldehido-3-fosfato en el ciclo de Calvin.